# Musikalisches Würfelspiel

Le Musikalisches Würfelspiel (en allemand, « jeu de dés musical ») est un système par lequel on génère de la musique à partir de jets de dés. Ce type de jeu fut très populaire en Europe occidentale au XVIIe siècle. De nombreux jeux de ce genre furent publiés, y compris certains qui ne nécessitaient pas de dés, et où on choisissait simplement des chiffres au hasard. D'autres exemples célèbres furent Le Composeur de polonaises et menuets (1757), de Johann Kirnberger, et la Blague Philharmonique, de Joseph Haydn (1790).

## LeMusikalisches Würfelspielde Mozart
Le plus connu de ces jeux musicaux fut publié à Berlin en 1792 par Nikolaus Simrock, l'éditeur de Mozart. Le jeu fut attribué à Mozart, mais la réalité de cette attribution n'a jamais été démontrée. Les dés sélectionnent de brefs passages musicaux qui s'enchainent les uns aux autres, pour générer une œuvre complète.
Le manuscrit de Mozart KV 516f, écrit en 1787, présente un grand nombre de fragments musicaux, qui semblent être destinés à générer des morceaux de musique, bien qu'il n'existe aucun mode d'emploi qui lui soit associé.

## LeWürfel-Menuetde Kirnberger
Johann Kirnberger crée 96 motifs musicaux à quatre voix. En analysant le procédé associé à ces morceaux, on constate que chaque motif correspond à une section harmonique, ce qui permet de générer des menuets harmonieux à l'aide des dés.